# Gran Premio Solidario de Barcelona de Motociclismo
El Gran Premio de Barcelona de Motociclismo (oficialmente:  Motul Solidarity Grand Prix of Barcelona) fue una carrera de motociclismo de velocidad que se celebró en el año 2024 en el Circuito de Barcelona-Cataluña en Montmeló, España. 

## Origen
Tras la cancelación del Gran Premio de la Comunidad Valenciana, debido a las inundaciones en la región provocadas por la DANA, que debía disputarse en el fin de semana del 15 al 17 de noviembre de 2024 como última prueba del campeonato el campeonato del mundo de motociclismo decidió crear el Gran Premio Solidario de Barcelona bajo el lema "corriendo por Valencia"

## Ganadores del Gran Premio Solidario de Barcelona

### Por año
| Año  | Circuito | Moto3        | Moto3       | Moto2      | Moto2       | MotoGP            | MotoGP      |
| Año  | Circuito | Piloto       | Constructor | Piloto     | Constructor | Piloto            | Constructor |
| ---- | -------- | ------------ | ----------- | ---------- | ----------- | ----------------- | ----------- |
| 2024 | Cataluña | David Alonso | CFMoto      | Arón Canet | Kalex       | Francesco Bagnaia | Ducati      |